# Doug Ellis

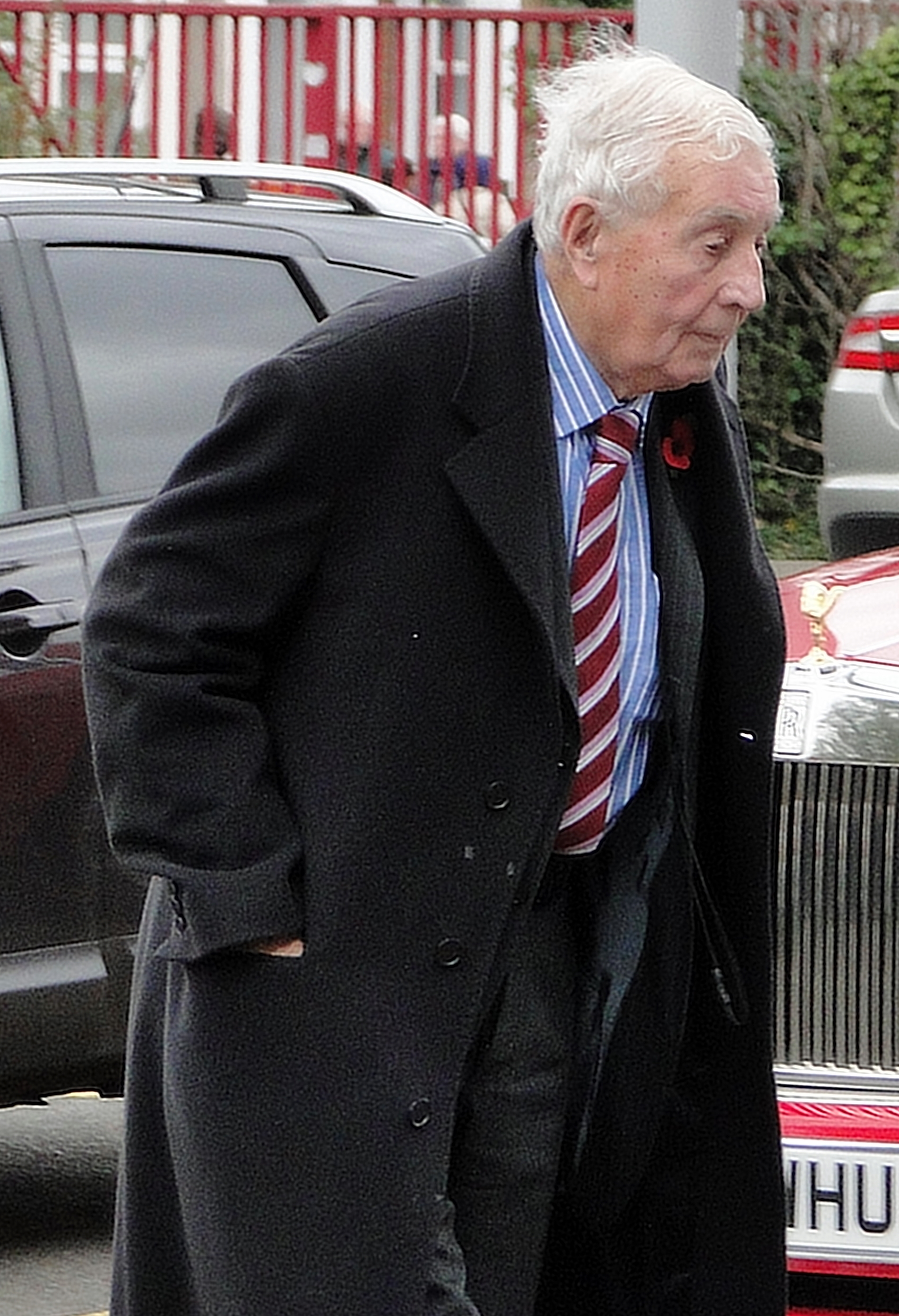
Doug Ellis (2014)

Sir Herbert Douglas „Doug“ Ellis, OBE (* 3. Januar 1924 in Hooton, Cheshire; † 11. Oktober 2018) war ein britischer Geschäftsmann und wurde vor allem als Vorsitzender des englischen Fußballvereins Aston Villa bekannt. Der Millionär, der in den späten 1950er Jahren als Pionier des „Pauschaltourismus“ nach Spanien galt, prägte in seinen beiden Amtsperioden zwischen 1968 und 1975 sowie zwischen 1982 und 2006 maßgeblich die Entwicklung des Klubs aus Birmingham.

## Jugend und Aufstieg zum Millionär
Ellis wurde in dem kleinen Ort Hooton auf der Halbinsel Wirral in der Grafschaft Cheshire geboren. Bereits früh in seinem Leben musste er Verantwortung innerhalb der Familie übernehmen. Der Vater war im Alter von nur 27 Jahren an einer Lungen- und Brustfellentzündung gestorben, als Doug Ellis gerade drei Jahre alt und acht Wochen zuvor noch eine kleine Schwester geboren worden war. Ab dem Alter von zwölf Jahren lieferte der junge Doug Milch in seiner Umgebung aus und sofort nach seinem Schulabschluss begann er als Eisenbahnangestellter. Zu seinen ersten selbständigen Tätigkeiten zählten zudem, dass er daheim Kanarienvögel und Wellensittiche zu züchten begann und gelegentlich Motorräder reparierte.
Im Alter von 17 Jahren meldete sich Ellis freiwillig zur British Army. Dort diente er vier Jahre der Fleet Air Arm (FAA) und wurde in dieser Zeit auch nach Ceylon, dem heutigen Sri Lanka, beordert. Er lernte hier seine erste Frau kennen, die ihn als Krankenschwester während einer Malariaerkrankung behandelt hatte. In Südostasien baute er anschließend sein erstes Transportunternehmen auf, das Fahrzeuge der Austin Motor Company aus der britischen Heimat nach Ceylon zu den drei FAA-Basen und Schiffen in Trincomalee brachte. Er beschäftigte rund 80 Leute, darunter einheimische Tamilen und Singhalesen. Als im Jahr 2004 das Seebeben im Indischen Ozean zahlreiche Verwüstungen in Sri Lanka anrichtete, war im Besonderen auch die Region betroffen, in der Ellis gewirkt hatte.
Ellis verließ die südostasiatische Insel im Jahr 1946 wieder, entschloss sich jedoch, dem Reise- und Transportgeschäft erhalten zu bleiben. Dabei erinnerte er sich vor allem an die zahlreichen Gespräche mit Soldaten, die während des Krieges die Welt gesehen hatten und gerne mit ihren Familien in Friedenszeiten an diese Orte zurückkehren wollten. Wieder in England angekommen, heuerte Ellis in Preston bei Frames Tours an, dem damals zweitgrößten Reiseunternehmen des Landes. Dort brachte er eine Reihe von Neuerungen in die Angebotspalette ein, darunter exklusive Ausflugsprogramme im Rahmen von Sportveranstaltungen, wozu neben Fußballspielen noch Box- und Rennsportevents zählten. Obwohl er damit sehr erfolgreich war, wollte sein Arbeitgeber den Lohn von 30 Pfund pro Woche nicht weiter anheben und so gründete der Jungunternehmer mit einem Startkapital von 2.500 Pfund die „Ellis Travel Agency“.
Ab 1955 startete Ellis mit der Organisation von Pauschalreisen für breite Bevölkerungsschichten in Birmingham. Später kamen mit Manchester, Glasgow, Dublin und Belfast weitere Städte aus der „Provinz“ hinzu und auch in Kanada leistete er Pionierarbeit in der Tourismusbranche. Er schmiedete eine Allianz mit drei weiteren Reisevermittlern und organisierte so den massenhaften Urlaubsstrom auf das spanische Festland und nach Mallorca. Die Geschäfte entwickelten sich derart rasant, dass Ellis zwischenzeitlich Vorsitzender von 19 Unternehmen war und 600 Häuser sowie einen Appartementkomplex in Birmingham baute. Dazu besaß er neben zahlreichen Geschäften ein Elektronikunternehmen, eine Baugesellschaft, drei Metzgereien und zwei Bauernhöfe. Die eigene Brauerei „Aston Manor Brewery“ wird mittlerweile von seinem Sohn Peter geleitet und produziert wöchentlich rund eine Million Flaschen. Die breite Firmenpalette verkleinerte Ellis im Jahr 1976 radikal, als er in kurzer Zeit zwölf Unternehmen veräußerte.

## Aston Villa
Die Zuneigung zum englischen Fußball führte Ellis zu Aston Villa. Der Verein war 1969 quasi pleite, und um das Schlimmste zu verhindern, lieh er dem Klub 100.000 Pfund. Zwischen 1968 und 1975 war er Vorsitzender und Mehrheitsaktionär von Aston Villa und während dieser Zeit verfolgte er das Konzept der Ausbildung anstelle von teuren Transfers. Dazu rief er eine der ersten Fußballakademien des Landes ins Leben und obwohl die größten jüngsten Erfolge des Vereins in den Jahren 1981 und 1982 – der englische Meistertitel und ein Jahr später der Gewinn des Europapokals der Landesmeister – nicht in die Amtszeit von Ellis fielen, hatten doch sieben Spieler im Kader aus dem eigenen Jugendprogramm zu diesen Titeln beigetragen.
Im Jahr 1975 legte er zunächst den Vereinsvorsitz nieder und wurde 1979 vollständig aus dem Vorstand entlassen. Drei Jahre später übernahm er wiederum die Leitung des Klubs und hielt diese auch bis zur Übernahme des Vereins durch den US-amerikanischen Geschäftsmann Randy Lerner im Jahr 2006 inne. Der Ruf von Ellis innerhalb der Anhängerschaft von Aston Villa war dabei nie besonders gut. Vor allem machten ihn die Fans für den Niedergang des Vereins, der fünf Jahre nach dem Europapokalsieg in den Abstieg aus der obersten englischen Spielklasse mündete, verantwortlich – andere Stimmen hingegen sahen die Hauptschuld in den zunehmenden Schulden, die der Klub während der Abwesenheit von Ellis gemacht hatte.
Im Mai 1997 ging Aston Villa unter der Führung von Doug Ellis an die Börse und hatte einen Kapitalwert von 126 Millionen Pfund. In der Folgezeit verkaufte Ellis Teile seines Aktienpakets von vormals 47 % im Jahr 1996 sukzessive bis auf rund ein Drittel der im Umlauf befindlichen Aktienmenge. Insgesamt gehen Experten davon aus, dass Ellis mit seinen Handelsaktivitäten im Rahmen des Börsengangs rund vier Millionen Pfund erwirtschaftete. Im Laufe der Zeit fiel der Aktienkurs um insgesamt fast 90 %. Auch andere Entscheidungen von Doug Ellis, wie der Abriss der Tribüne an der Trinity Road aus den 1920er Jahren oder später sich selbst ein Gehalt zu bezahlen, führten zu Unstimmigkeiten bei den Anhängern, die bereits dadurch argwöhnisch waren, dass er Aufgaben im Vorstand der Lokalrivalen Birmingham City und Derby County übernommen hatte und sogar Vorsitzender der Wolverhampton Wanderers gewesen war.
Der mittlerweile 80-jährige Doug Ellis erkrankte im Jahr 2004 an Prostatakrebs und übergab einige seiner Aufgaben an Bruce Langham, den er zum CEO machte. Im Mai 2005 trat Langham jedoch bereits wieder nach angeblichen Unstimmigkeiten mit Ellis zurück. Im gleichen Jahr war Ellis mit dem Order of the British Empire als „OBE“ ausgezeichnet worden. Nach einer erfolgreichen Bypass-Operation und einer dreimonatigen Auszeit kehrte er kurz nach Beginn der Saison 2005/06 in den Villa Park zurück. Nach der erfolgreichen Übergabe des Vereins an Randy Lerner ernannte ihn die neue Vereinsführung zum „Präsidenten auf Lebenszeit“. Im Juli 2007 verlieh ihm die Aston University die Ehrendoktorwürde und 2012 wurde er zum Knight Bachelor ernannt. Ellis starb im Oktober 2018 im Alter von 94 Jahren.